# Margarete von Anhalt

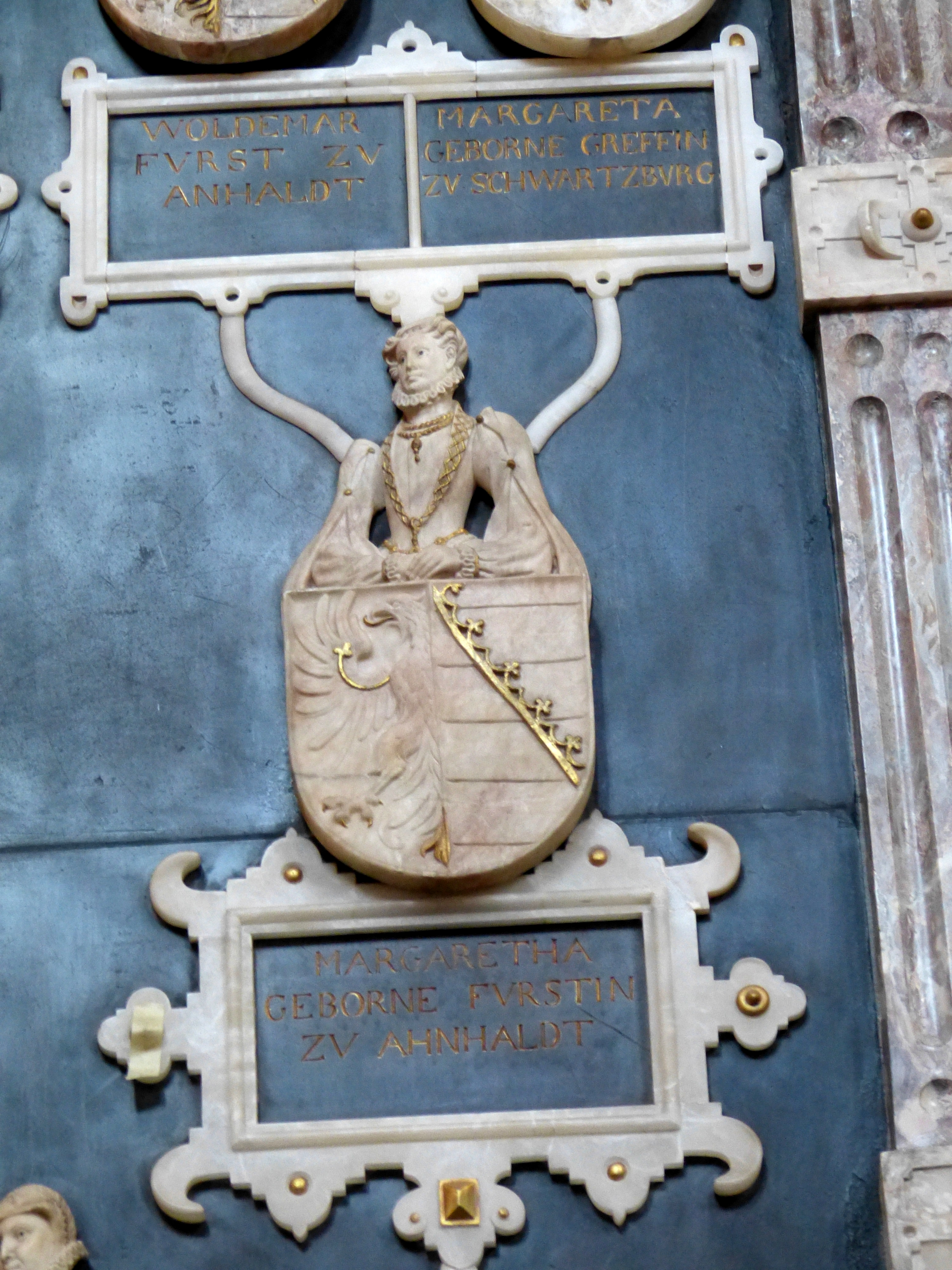
Margarete von Anhalt im Stammbaum ihrer Enkelin Anna von Pommern am Wandgrab Herzog Ulrichs von Mecklenburg im Dom von Güstrow (Mecklenburg-Vorpommern)

Margarete von Anhalt (* 12. November 1494 in Köthen; † 7. Oktober 1521 in Weimar) aus dem Geschlecht der Askanier, war eine anhaltinische Prinzessin und durch Heirat Herzogin von Sachsen.

## Leben
Margarete war eine Tochter des Fürsten Waldemar VI. aus dessen Ehe mit Margarete (1464–1539), Tochter des Grafen Günther XXXVI. von Schwarzburg-Blankenburg.
Am 13. November 1513 wurde sie in Torgau die zweite Gemahlin des nachmaligen Kurfürsten Johann des Beständigen von Sachsen (1468–1532). Johanns Bruder Friedrich der Weise war über die Vermählung seines Bruders mit der aus einem relativ unbedeutenden Haus stammenden Margarete unzufrieden. Die Vermählung war der Anlass, dass die Brüder ihre gemeinsame Hofhaltung aufgaben und das Land teilten. Margaretes Bruder Wolfgang wurde durch diese verwandtschaftlichen Beziehungen der zweite deutsche Reichsfürst nach dem Kurfürsten von Sachsen, der sich zur lutherischen Lehre bekannte. Im Jahr 1514 widmete der Dichter Philipp Engelbrecht Margarete und Johann ein Epithalamium.
Johann war seiner Gemahlin in ehelicher Liebe und Treue zugetan. Margarete starb in ihrer Residenz in Weimar, vier Jahre bevor ihr Mann sächsischer Kurfürst wurde. Sie ist in der dortigen  Stadtkirche St. Peter und Paul bestattet.

## Nachkommen
Aus ihrer Ehe hatte Margarete folgende Kinder:
- Maria (1515–1583)

⚭ 1536 Herzog Philipp I. von Pommern (1515–1560)
- Margarete (1518–1535)
- Johann II. (*/† 1519)
- Johann Ernst (1521–1553), Herzog von Sachsen-Coburg

⚭ 1542 Prinzessin Katharina von Braunschweig-Grubenhagen (1524–1581)